# Pegasus
Pegasus — шпигунське ПЗ, яке можна непомітно встановити на мобільні телефони і інші пристрої, що працюють під управлінням деяких версій мобільної операційної системи Apple iOS і Android. Розробка ізраїльської компанії NSO Group Technologies. Розробник заявляє, що надає «уповноваженим урядам технології, які допомагають їм боротися з тероризмом і злочинністю» і опублікував розділи контрактів, що вимагають від Клієнтів використовувати Pegasus тільки в цілях кримінальної та національної безпеки. Розробник також стверджує, що уважно ставиться до прав людини.

## Можливості
Pegasus заражає пристрої iPhones і Android через SMS, WhatsApp, iMessage і, можливо, інші канали. Дозволяє витягувати повідомлення, фотографії та листування по e-mail, контакти і дані GPS, а також записувати дзвінки і непомітно включати мікрофон і камеру.
Опубліковані юридичні документи у справі між WhatsApp від Meta та ізраїльською компанією NSO Group показали, що NSO Group використовувала численні експлойти для установки шпигунського ПЗ Pegasus через WhatsApp. NSO Group постійно знаходила способи встановлення інвазивного ПЗ на пристрої жертв, попри спроби WhatsApp створити нові захисні механізми. У травні 2019 року WhatsApp заблокувала кібератаку, яка використовувала відеодзвінки для доставки Pegasus через вразливість CVE-2019-3568 — критичну помилку переповнення буфера. Згідно з документами, NSO Group розробила новий вектор встановлення Pegasus, відомий як Erised, який також використовував сервери WhatsApp для встановлення шпигунського ПЗ без взаємодії з жертвою. Erised — один із багатьох векторів, об’єднаних під назвою Hummingbird, для доставки Pegasus через WhatsApp. Інші вектори включають Heaven та Eden (останній — кодова назва CVE-2019-3568), які використовувалися для цільових атак на пристрої жертв.

## Скандал
У липні 2021 року в пресі з'явилися повідомлення про те, що авторитарні режими використовувати Pegasus для злому телефонів правозахисників, опозиційних журналістів та юристів.
Список постраждалих
У пресу потрапив список більш ніж 50 тис. телефонних номерів людей, які імовірно представляють інтерес для клієнтів NSO Group. Походження списку невідоме, як і те, чи піддавалися ці телефони злому за допомогою Pegasus. Серед країн-клієнтів NSO, чиї правоохоронні органи і спецслужби вводили номери в систему, значаться Азербайджан, Бахрейн, Угорщина, Індія, Казахстан, Марокко, Мексика, Об'єднані Арабські Емірати, Руанда і Саудівська Аравія. Зокрема, програму Pegasus використовували для прослуховування телефонів двох жінок, близьких до саудівського журналіста Джамаля Хашоггі, вбитого в жовтні 2018 року. Також у списку були виявлені номери телефонів принцеси Латіфи — опальної дочки правителя Дубая Мохаммеда Аль Мактума і його колишньої дружини принцеси Хайї аль-Хусейн.
Політики
За наявними відомостями, в число жертв Pegasus входить близько 600 державних чиновників з 34 країн, в тому числі: президент Іраку Бархам Салех, президент ПАР Сиріл Рамафоса, прем'єр-міністри Пакистану, Єгипту і Марокко. За даними Паризької газети Le Monde, у 2017 році Марокканська розвідка визначила номер, яким користується президент Франції Еммануель Макрон, що створює небезпеку зараження Pegasus'ом.
Позиція NSO
NSO заперечує звинувачення. Компанія заявила, що Pegasus призначений для боротьби з терористами і криміналом, і поставлявся лише військовим, поліції і спецслужбам країн, що дотримуються прав людини. У заяві компанії говориться, що звинувачення, висунуті французькою НГО Forbidden Stories і правозахисною групою Amnesty International, засновані на невірних припущеннях і непідтверджених теоріях.

## Судовий процес
29 жовтня 2019 року, компанія Facebook в штаті Каліфорнія (США) подала судовий позов до ізраїльської компанії NSO Group Technologies, звинувативши її у використанні WhatsApp для стеження за користувачами. Через додаток WhatsApp було застосоване програмне забезпечення Pegasus, розроблене NSO Group для стеження за офіційними особами не менше 20 країн.
1 березня 2024 року, згідно повідомлення видання The Guardian, суд США постановив, що компанія NSO Group Technologies повинна надати код свого програмного продукту Pegasus — компанії WhatsApp. Це рішення стало кульмінацією судового процесу, що розпочався у 2019 році після того, як NSO Group була звинувачена у використанні Pegasus для шпигунства за 1400 користувачами месенджера. Представник WhatsApp, в свою чергу наголосив, що такі рішення мають захищати права користувачів та притягати до відповідальності шпигунські компанії.